# George Lucas
Pour les articles homonymes, voir Georges Lucas (homonymie).
Cet article possède un paronyme, voir George Luks.
Vous lisez un « bon article » labellisé en 2016.
George Lucas /d͡ʒɔːɹd͡ʒ lukəs/ est un réalisateur, producteur et scénariste américain né le 14 mai 1944 à Modesto en Californie.
Issu de l'école de cinéma de l'université de Californie du Sud à Los Angeles, il cofonde avec son ami Francis Ford Coppola le studio American Zoetrope puis crée sa propre société de production : Lucasfilm. Il commence sa carrière de réalisateur avec les films THX 1138 en 1971 et American Graffiti en 1973. Il connaît ensuite la consécration avec les deux premières trilogies cinématographiques Star Wars. Énorme succès au box-office, la saga galactique fait de lui un des cinéastes les plus reconnus et fortunés du cinéma américain mais aussi complique sa vie, notamment à cause de ses relations parfois difficiles avec certains fans.
Lucas est aussi le créateur et scénariste de la saga Indiana Jones, réalisée par son ami Steven Spielberg. Il produit également d’autres films comme Labyrinthe (1986) ou Willow (1988), et des séries télévisées comme Les Aventures du jeune Indiana Jones (1992-1996) ou Star Wars: The Clone Wars (2008-2014). En 2012, il vend sa société de production au groupe The Walt Disney Company et annonce qu'il prend officiellement sa retraite.
Il tire son inspiration des films à épisodes vus dans son enfance et des différentes mythologies. Il est également influencé par le cinéma expérimental. Il permet au monde du cinéma une grande évolution technologique, surtout au niveau du son, du montage, de l’animation par ordinateur et des effets spéciaux. Marié deux fois et père de quatre enfants, il est également philanthrope. Il investit sa fortune dans l’éducation et l’art.

## Biographie

### Enfance

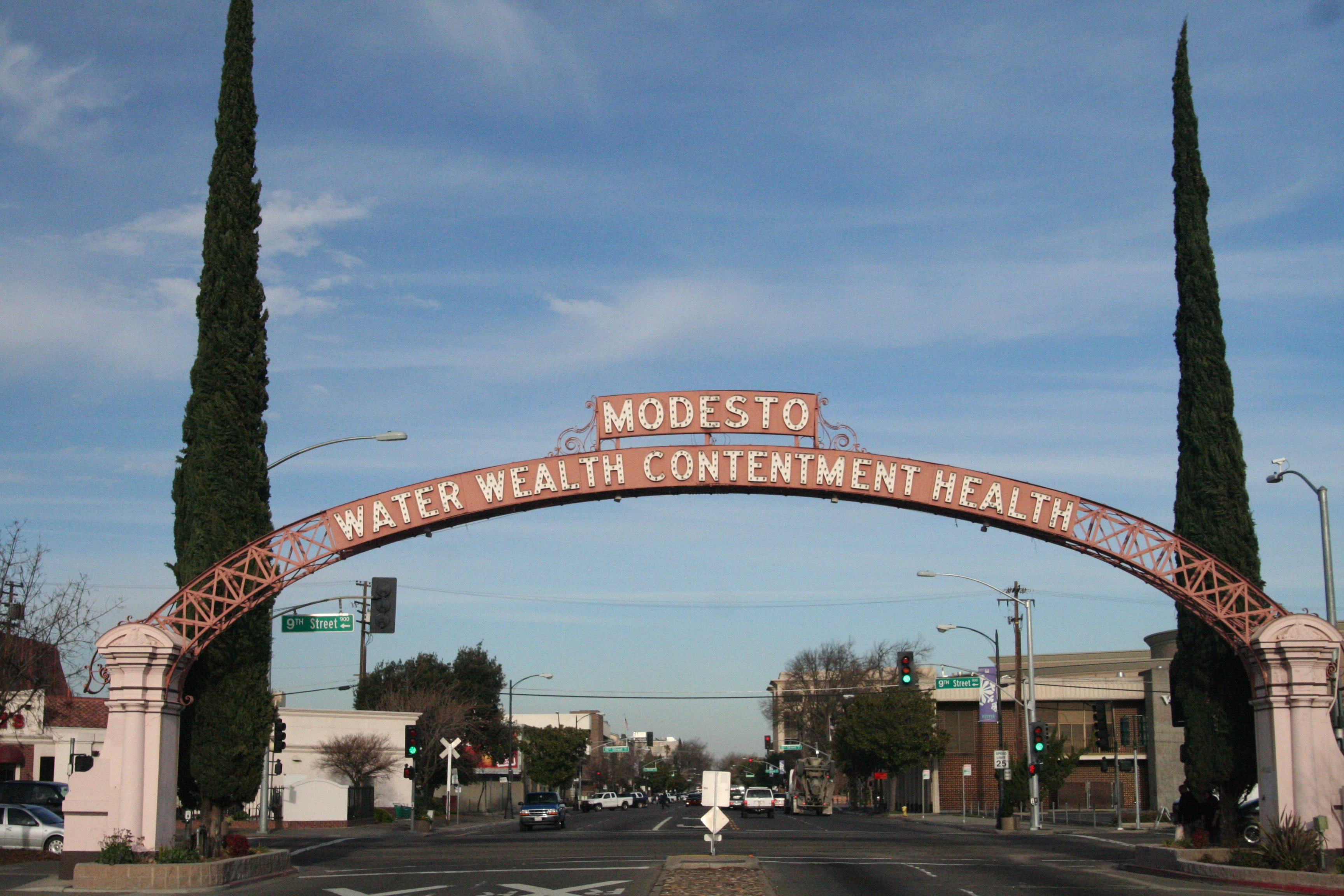
Arche à l'entrée de la ville de Modesto, sa ville natale.

George Walton Lucas, Jr. naît le 14 mai 1944 à Modesto, en Californie, où ses parents Dorothy Ellinore Bomberger et George Walton Lucas Senior tiennent une papeterie,,,,. Il a trois sœurs prénommées Ann, Kathleen et Wendy. Son père, un lointain cousin de l'acteur Marlon Brando, l'élève avec rigueur, la famille étant luthérienne. C'est un enfant petit pour son âge, d'apparence fragile, et victime de harcèlement scolaire.
Durant sa jeunesse, comme de nombreux jeunes américains de cette époque, il lit des pulps magazines et des comics. Parmi ceux qui le marquent durablement, il y a les séries d'horreur et de science-fiction d'EC Comics, et les séries de super-héros de Marvel comme les Quatre Fantastiques de Jack Kirby,.
Il se passionne également pour les films à épisodes et de série B comme Flash Gordon et Buck Rogers, ainsi que les nouvelles d'Edgar Rice Burroughs, la bande dessinée de fantasy arthurienne Prince Vaillant, les fictions radiophoniques, les westerns, les motos, les voitures et le rock 'n' roll,.
Fanatique de courses automobiles, il passe son permis dès l'âge de seize ans et se rêve pilote professionnel. Mais le 12 juin 1962, à l'âge de dix-huit ans, il a un terrible accident de voiture au volant de son Autobianchi Bianchina. Sa voiture se retourne mais, miraculeusement, sa ceinture cède au même moment et il est éjecté avant que la tôle de l'engin ne l’écrase contre la route. Il reste malgré tout deux semaines en soins intensifs. Transformé par cette expérience, il met fin à ses ambitions de devenir pilote.
George Lucas commence assez tard à aller au cinéma, peu avant d'aller à l'université. En effet, son éducation à l'image venait jusqu'alors principalement de la télévision. Il s’intéresse notamment au cinéma expérimental américain et découvre également le cinéma européen à travers des films comme À bout de souffle (1960) de Jean-Luc Godard, Jules et Jim (1962) de François Truffaut et Huit et demi (1963) de Federico Fellini.

### Études

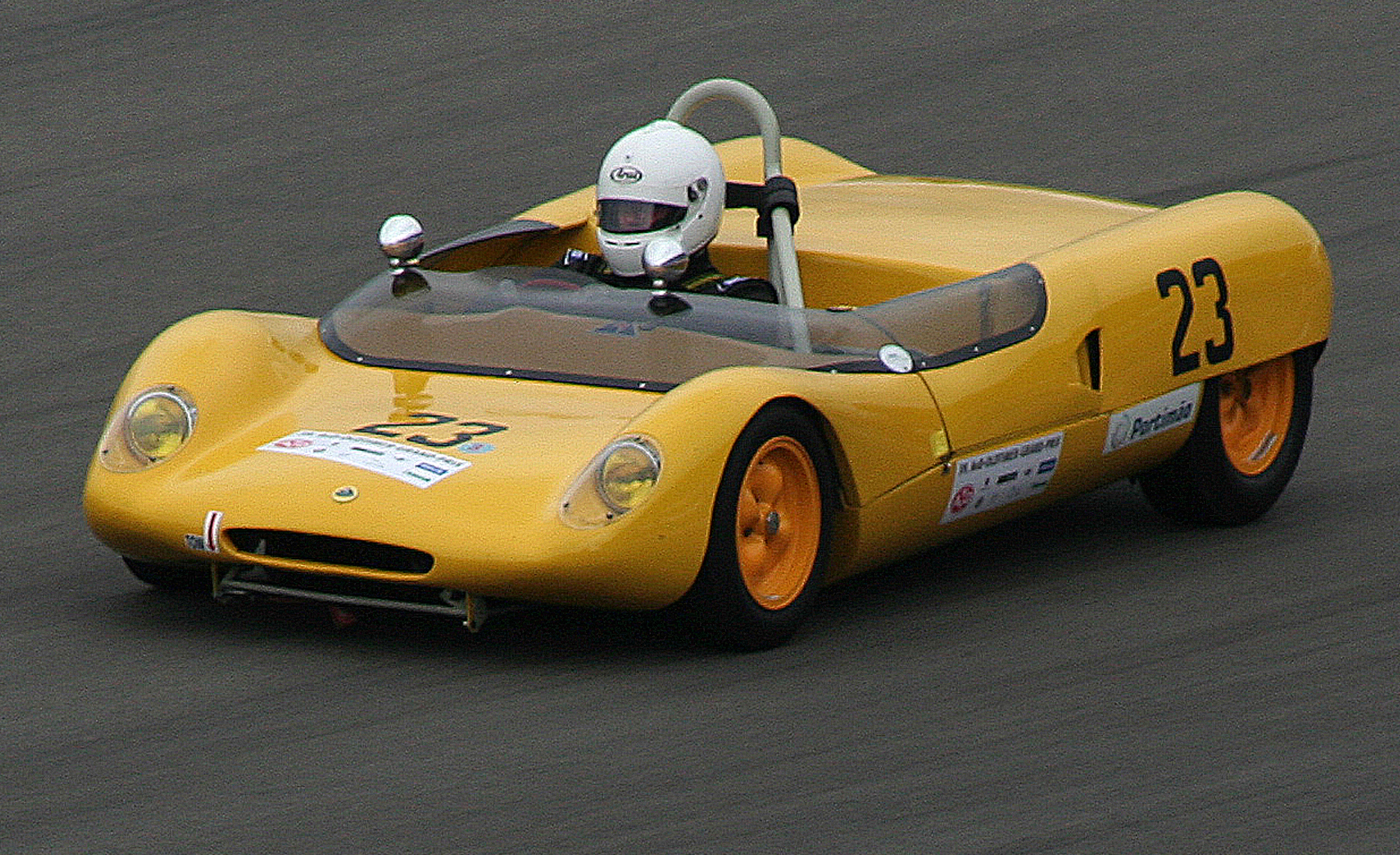
Une Lotus 23 assez similaire à celle utilisée dans le court 1:42.08.

Malgré la forte opposition de son père qui souhaite le voir reprendre le commerce familial, George Lucas intègre l'école de cinéma de l'université de Californie du Sud à Los Angeles. Il y réalise plusieurs courts métrages. En 1965, pour un cours sur l'animation, il produit Look at Life, un montage d'une minute de plusieurs photos emblématiques du début des années 1960. Lors de l'année 1966, il réalise Herbie, un court expérimental de seize minutes sans histoire ni acteur avec en fond sonore un morceau de jazz d'Herbie Hancock, et Freiheit, l'histoire d'un jeune étudiant allemand qui tente de traverser le rideau de fer. Toujours en 1966, il tourne 1:42.08, un court métrage qui met en scène une Lotus 23 sur un circuit automobile de Los Angeles. Lors des prises de vue, il rencontre le réalisateur Haskell Wexler et se lie d'amitié avec lui.
En 1967, il réalise le court métrage dystopique Electronic Labyrinth: THX 1138 4EB en hommage à l'un de ses films favoris, 21-87 d'Arthur Lipsett. Comme l'université de Californie du Sud a un contrat avec le service cinéma de la Marine des États-Unis, c'est cette dernière qui finance le court. En échange, George Lucas donne des cours aux cinéastes de la marine. Il tourne en particulier sur un parking de l'Université de Californie, à l'aéroport international de Los Angeles et à l'aéroport de Van Nuys. Le film est achevé chez l'une des professeurs de Lucas, la monteuse Verna Fields, après douze semaines de travail. Impressionné par ce court, l'aspirant cinéaste Steven Spielberg se présente à Lucas pour le féliciter.
Lucas réalise ensuite The Emperor, un documentaire de vingt minutes sur l'animateur de radio Bob Hudson, puis Anyone Lived in a Pretty How Town, adaptation du poème homonyme d'E. E. Cummings et 6-18-67, un documentaire sur le tournage en Arizona du film L'Or de MacKenna de J. Lee Thompson, un western au budget confortable. Lucas juge « ridicule » l'opulence de ce film. Il est même choqué par la lourdeur du tournage alors que lui et ses condisciples tournent des films « à 300 dollars ». Plusieurs étudiants de son université ont en effet été envoyés sur ce tournage pour y réaliser des films. Les autres étudiants du groupe réalisent des films assez classiques sur le tournage. Lucas, lui, préfère profiter du décor naturel pour réaliser une variation sur la beauté du désert sans rapport direct avec le film,.
En janvier 1968, son court Electronic Labyrinth est projeté lors de la troisième édition du festival du film étudiant tenu au Lincoln Center à New York. Il y remporte le premier prix dans la catégorie des films dramatiques. Le film lui permet également d'obtenir un stage de six mois aux studios Warner Bros. à Burbank. Il y est affecté sur le tournage de La Vallée du bonheur, le troisième long métrage de Francis Ford Coppola. Sur le plateau il se lie rapidement d'amitié avec le réalisateur. Coppola autorise même Lucas à devenir son assistant le temps du tournage, à condition qu'il trouve « une bonne idée par jour »,,,. Toujours en 1968, Francis Ford Coppola lui confie la réalisation de Filmmaker, un documentaire sur la production du film Les Gens de la pluie,.

### Premiers longs métrages
La forte amitié, presque fraternelle, entre Francis Ford Coppola et George Lucas est déterminante dans la vie de ce dernier : en effet Coppola croit beaucoup dans les capacités de Lucas et va tout tenter pour lui donner confiance en lui, particulièrement en le poussant à écrire ses propres scénarios. Leurs personnalités sont pourtant aussi éloignées qu'ils sont physiquement différents, George Lucas allant jusqu'à dire « Ma vie n'est qu'une sorte de réaction à la vie de Francis, je suis son antithèse ». George Lucas est aussi introverti, frêle, prudent, « maniaque du contrôle » que Coppola est extraverti, grand, audacieux et aime déléguer.
En mai 1969, pour obtenir une certaine indépendance envers Warner Bros., Coppola et Lucas fondent à San Francisco leur propre société de production : American Zoetrope. Lucas en est nommé vice-président exécutif,. Néanmoins il semble que les visions de George Lucas et de Francis Ford Coppola divergent dès le départ concernant cette société, Lucas la voyant comme un moyen de retrouver l'ambiance et l'univers de travail amical qu'il a connus à l'université, Coppola tendant plutôt à en faire une major alternative. Pour sa première production la société prévoit l'adaptation du court Electronic Labyrinth en un long métrage ayant pour titre THX 1138. Warner Bros. accepte de coproduire le projet et prête trois cent mille dollars à la jeune société.
Avec un budget final de 777 777 $, Lucas tourne son premier long métrage du 22 septembre au 21 novembre 1969. Un an plus tard, le film est présenté le 19 novembre 1970 aux représentants de Warner Bros. Le visionnage est catastrophique. Ils trouvent le film impropre à la promotion et à la vente et exigent le remboursement de l'avance des trois cent mille dollars. Coppola se trouve alors lourdement endetté et se résigne à réaliser le film Le Parrain pour la société Paramount, pendant que Lucas décide de fonder sa propre société de production : Lucasfilm. THX 1138 est ensuite remonté par Rudi Fehr à la demande de Warner Bros. et sort dans les salles américaines en mars 1971. Le film remporte un relatif succès critique. Lucas, lui, tire de cette expérience la certitude qu'il s'assurera à l'avenir un contrôle total sur ses films. Cette aventure altère aussi l'amitié entre Coppola et Lucas, ce dernier s'étant senti insuffisamment soutenu par Francis Ford Coppola face à la Warner.

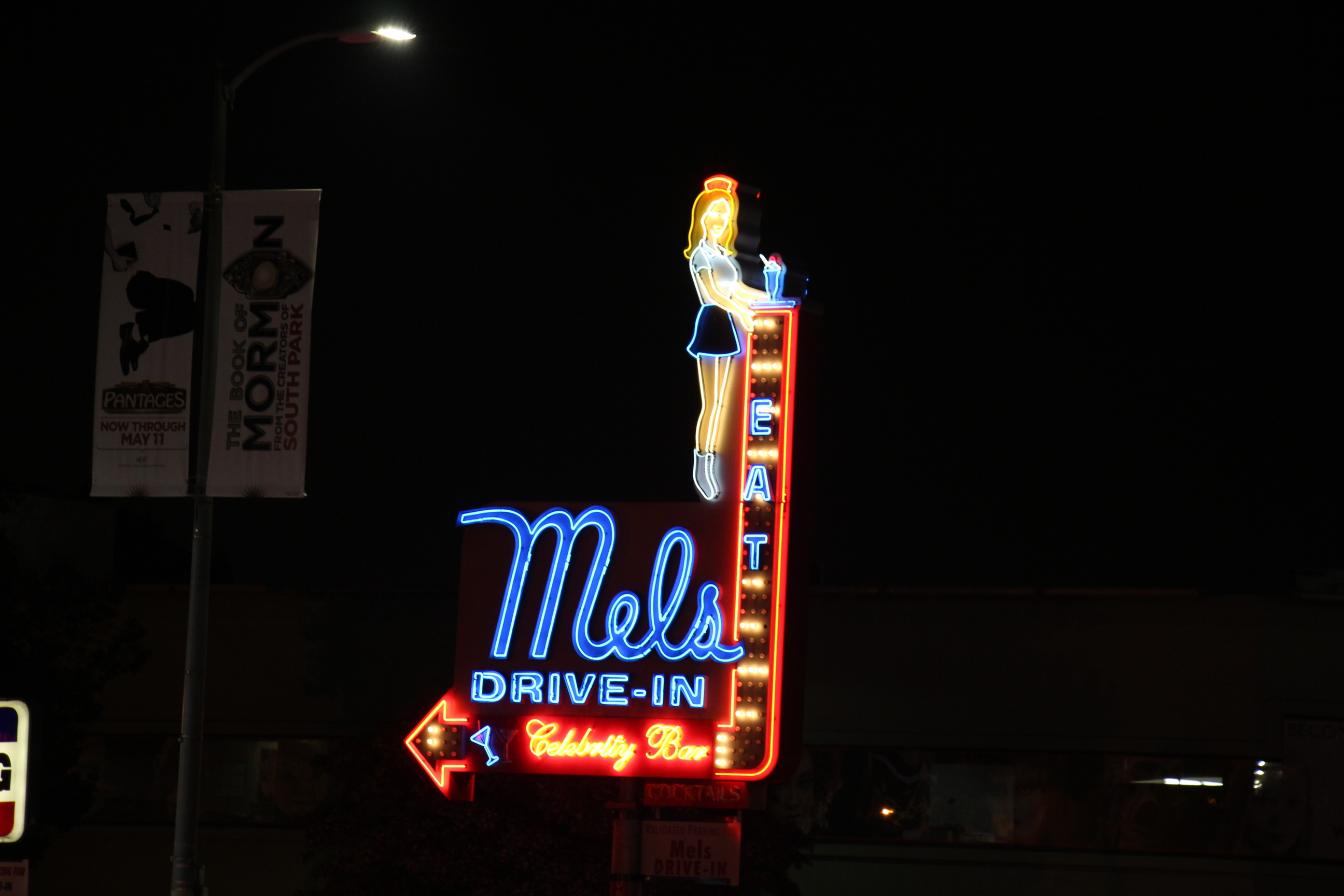
Le « en » est le lieu où se retrouvent les protagonistes d’American Graffiti.

Fin 1971, Lucas signe un accord avec la société Universal Pictures pour le financement de deux films, le premier se nomme American Graffiti et le second est un film de science-fiction alors sans nom.
Pour American Graffiti, George Lucas se laisse convaincre par son épouse, la monteuse Marcia Lucas, ainsi que par Francis Ford Coppola de réaliser un film moins froid, moins abstrait, moins cérébral et intellectuel que les films vers lesquels il s'oriente depuis l'université. Il prend l'idée de diriger un film commercial comme un défi et décide d'en faire une œuvre qui soit plus positive que le cinéma très sombre des années 1970, marqué notamment par le désespoir de l'enfoncement des États-Unis dans la guerre du Viêt Nam. Il situe l'action de son film dans le début des années 1960, avant le début de la Guerre, le voulant comme un retour à une époque qui serait pour l'Amérique celle de l'innocence. Lucas collabore pour la première fois avec le producteur Gary Kurtz, qui travaille sur le projet dès sa conception. Ned Tanen, producteur à Universal, propose au réalisateur de choisir un producteur exécutif dans une liste qu'il lui soumet et dans laquelle se trouve Francis Ford Coppola. Malgré son envie de s'éloigner de ce dernier, Lucas le choisit. Il engage également son ami Haskell Wexler comme directeur de la photographie du film. Le tournage d’American Graffiti débute le 26 juin 1972 et dure 29 jours. Lucas le filme comme un documentaire suivant l'itinéraire de plusieurs jeunes protagonistes autour d'une même soirée dans une petite ville. Le metteur en scène éprouve des difficultés pour diriger les interprètes et doit engager un professionnel du théâtre pour les faire travailler, lui-même se dédiant plus à la réalisation technique du film. Il découvre néanmoins combien il est agréable de travailler sur un projet « positif » et heureux.
Si sa première est un succès, le producteur Ned Tanen est extrêmement négatif vis-à-vis du film et Francis Ford Coppola doit le défendre vigoureusement pour qu'il accepte de le sortir en salle. Une attitude dont Lucas se sentira redevable. American Graffiti sort finalement le 11 août 1973. Il devient « le succès de l'été » et, à la fin l'année 1973, atteint déjà cinquante-cinq millions de dollars. Il s'agit d'un gain énorme au vu de l'investissement de départ. Le film est aussi un succès critique et est distingué par plusieurs récompenses. George Lucas gagne grâce à ce film sept millions de dollars, il lui en reste quatre après impôts. Alors que lui et son épouse Marcia vivaient avec moins de 1 500 dollars par mois, ils ne modifient pas radicalement leur mode de vie et achètent seulement une maison à San Anselmo en vue de la restaurer. Le partage des bénéfices crée de nouvelle tensions avec Coppola, les deux hommes étant d'accord pour céder une partie de leurs recettes au directeur de la photographie Haskell Weller et au producteur Gary Kurtz mais sont en désaccord sur qui doit les donner. C'est finalement Francis Ford Coppola qui accepte de céder une partie de sa propre recette.
Lucas envisage ensuite de réaliser Apocalypse Now, un projet de film sur la guerre du Viêt Nam. Mais des divergences artistiques avec Coppola le font renoncer au projet. Le film est finalement réalisé par Francis Ford Coppola lui-même. L'expérience vécue sur son précédent film a montré à Lucas combien il aimait les sujets positifs. Il souhaite donc poursuivre dans cette voie.
American Graffiti étant destiné à un public adolescent, il envisage de changer de public et décide de s’adresser cette fois aux pré-adolescents. Quand lui avait cet âge, il pouvait voir de nombreux films de pirates ou des westerns, ce qui n’est plus le cas au début des années 1970, la mode étant aux films catastrophe. Lucas trouve qu’il y a peu de films qui soient à même de donner des valeurs morales aux jeunes de dix ou douze ans. Les films de Disney, les seuls pour ce public, sont pour lui plus commerciaux qu'artistiques. Lucas tente alors d'adapter au cinéma le héros de science-fiction Flash Gordon. Cependant, devant les exigences de la société propriétaire des droits d'auteurs, il abandonne le projet,.

### Première trilogieStar Wars
Après le succès d’American Graffiti, Lucas obtient fin 1973 d’Alan Ladd Jr., un des vice-présidents de la société 20th Century Fox, le financement de son prochain projet, un film de science-fiction de son invention : Star Wars. Puis en 1975, il négocie avec la Fox le droit de faire deux suites à son film. Pour prendre en charge la colossale quantité d'effets spéciaux nécessaires à la création de son épopée intergalactique, au mois de mai de la même année Lucas fonde la société Industrial Light & Magic. Il l'installe dans un ancien entrepôt en banlieue de Los Angeles.
Le tournage démarre le 22 mars 1976 en Tunisie puis déménage aux studios d'Elstree dans la banlieue de Londres, où il se termine le 23 juillet. En découvrant le premier montage du film, Lucas est en état de choc. Il le trouve désastreux et demande au monteur de le retravailler. Mais celui-ci refuse. Lucas décide alors de le renvoyer et engage à sa place Richard Chew, Paul Hirsch et sa propre femme Marcia Lucas. Les monteurs utilisent au maximum les meilleures prises pour rendre le film moins « traditionnel et plat ». Lucas obtient ensuite que la sortie de son film soit repoussée de Noël 1976 à l'été 1977. Cela lui laisse du temps pour intégrer les effets spéciaux réalisés par Industrial Light & Magic. Mais en découvrant que les techniciens ont dépensé la moitié de leur budget pour la réalisation d'une seule scène, Lucas s'effondre. Il se fait hospitaliser croyant être victime d'une crise cardiaque. Les médecins diagnostiquent seulement de l'hypertension artérielle et lui recommandent moins de stress. Le réalisateur s'oblige alors à superviser lui-même les techniciens pour redoubler l'effort et finir à temps les effets spéciaux.

Logo de la saga Star Wars.

Comme la 20th Century Fox craint la concurrence des films de l'été tels que Cours après moi shérif, elle avance la sortie au 25 mai 1977. Le film La Guerre des étoiles sort dans trente-sept salles et bat le record d'entrées dans trente-six d’entre elles. Les distributeurs multiplient alors le nombre de salles où est projeté le film. Les Américains se ruent en masse pour le voir. Le film devient l'un des premiers blockbusters de l'histoire, se place à la première place des recettes de l'année 1977 et entraine un doublement de la valeur des actions de la Fox. La Guerre des étoiles reste aussi l'un des films les plus rentables financièrement de tous les temps. Ayant préalablement négocié avec la Fox d'avoir le contrôle des produits dérivés, Lucas fait fortune grâce à ceux-ci. Cela lui permet également une relative indépendance face aux producteurs.
C'est d'ailleurs en totale indépendance que Lucas décide de produire L'Empire contre-attaque, le film suivant, en l'autofinançant avec un emprunt à sa banque. 20th Century Fox se contente désormais de distribuer le film dans les salles de cinéma. George Lucas s'aperçoit alors qu'il ne peut humainement pas s'occuper du financement, de la production et de la réalisation en même temps. Il décide donc d'engager un réalisateur confirmé. Son choix se porte sur Irvin Kershner, qu'il a connu comme enseignant à l'école du cinéma. Le tournage débute le 5 mars 1979 en Norvège puis se poursuit aux studios d'Elstree à partir du 13 mars. Il prend fin le 24 septembre. Le film sort aux États-Unis le 21 mai 1980 au format 70 mm dans cent vingt-sept cinémas. Cent vingt-cinq d'entre eux battent leur record d'entrées pour un premier jour d'exploitation. À partir du 18 juin, une diffusion plus large est organisée au format 35 mm. Ce film se place également à la première place des recettes mondiales de l'année 1980. À la suite des dépassements de budget et de planning sur le tournage, ajoutés à des différends artistiques sur le troisième volet, Lucas met fin à sa collaboration avec Gary Kurtz et le remplace par Howard Kazanjian.
Pour Le Retour du Jedi, le troisième film de la saga Star Wars, George Lucas envisage d’engager son ami Steven Spielberg pour la réalisation. Mais le syndicat des réalisateurs d'Amérique l'en empêche. En effet, Lucas et le syndicat sont en froid depuis que le second a fait payer une amende au premier pour ne pas avoir indiqué les principaux crédits au début de L'Empire contre-attaque comme c'est alors la règle. Après de nombreuses recherches, en mai 1981 Lucas dévoile le nom du réalisateur qu'il retient finalement : Richard Marquand, un Gallois qui vient de réaliser un film de guerre nommé L'Arme à l'œil. Le tournage débute le 11 janvier 1982 aux studios Pinewood en Angleterre puis continue aux États-Unis à partir d'avril 1982. Il prend fin le 20 mai. Le film est projeté sur les écrans américains le mercredi 25 mai 1983, soit six ans jour pour jour après le premier Star Wars. Il sort dans mille deux cinémas. Comme les deux précédents opus, le film se situe à la première place des recettes de l'année 1983.
Cependant, après le travail sur la première trilogie George Lucas est véritablement « épuisé ». De plus il perd une partie de sa fortune à la suite de son divorce en 1983. Il souhaite alors mettre en pause le développement de la saga Star Wars et annule officieusement la trilogie qui devait se dérouler après Le Retour du Jedi, mais déclare en revanche que l'idée de préquelles se déroulant avant Un nouvel espoir l'intéresse toujours.

### Débuts d'Indiana Jones

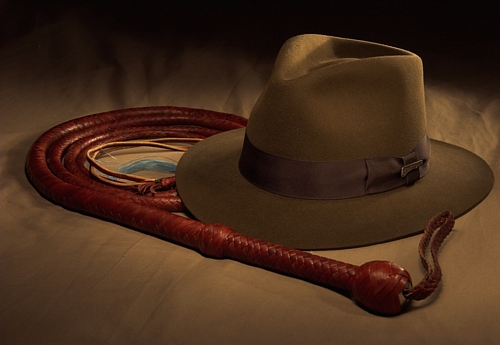
Le chapeau et le fouet sont deux des accessoires distinctifs d'Indiana Jones.

Fin mai 1977, quelques jours après la sortie de La Guerre des étoiles, George Lucas prend des vacances à Hawaï en compagnie de Steven Spielberg. Ce dernier lui déclare vouloir réaliser un James Bond. Lucas lui répond qu'il a encore mieux, et lui raconte un de ses projets, un film d'action autour d'un aventurier du nom d'Indiana Smith. Spielberg lui conseille de changer le nom en Indiana Jones car le premier nom ressemble trop au titre du film Nevada Smith (1966). Le scénario est confié à Lawrence Kasdan sur une histoire écrite par Lucas et Philip Kaufman. Steven Spielberg le réalise et Lucas endosse le rôle de producteur délégué. Le film, baptisé Les Aventuriers de l'arche perdue, sort le 12 juin 1981 et devient le plus gros succès de l'année aux États-Unis.
Forts du succès du premier opus, Lucas et Spielberg se retrouvent en 1983 au Sri Lanka, chacun à son poste respectif, pour tourner une suite nommée Indiana Jones et le Temple maudit. Même si Spielberg est réticent, Lucas parvient à le convaincre de réaliser un film plus sombre que le précédent. Le film sort le 23 mai 1984 et devient le troisième plus gros succès de l'année aux États-Unis.

### Ewoks,Willowet autres productions
Dès 1979, George Lucas produit des films pour d'autres réalisateurs. Il débute par American Graffiti, la suite, le second volet de son film American Graffiti réalisée par Bill L. Norton,. En 1980, en compagnie de Francis Ford Coppola, il produit Kagemusha, l'Ombre du guerrier du cinéaste Akira Kurosawa, dont les deux amis sont de grands admirateurs. En 1984, un an après la sortie du Retour du Jedi, il capitalise sur la sympathie qu'inspirent aux enfants les personnages des Ewoks et produit pour ABC le téléfilm L'Aventure des Ewoks. L'année suivante, il propose toujours sur la même chaine la suite, le téléfilm La Bataille d'Endor. La même année, il produit Latino pour son vieil ami Haskell Wexler. Ce film projeté au festival de Cannes relate la révolution sandiniste au Nicaragua. Toujours la même année, il produit également une autre œuvre projetée au festival : Mishima, un film qui retrace la vie de l'écrivain japonais Yukio Mishima.

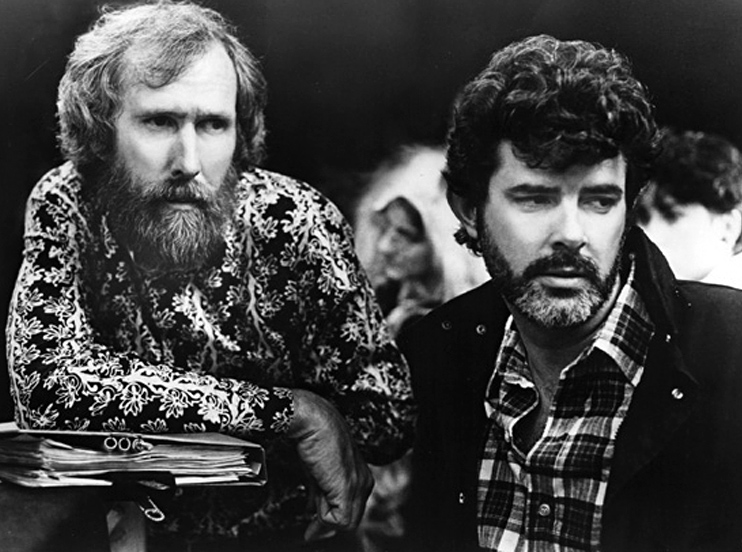
Jim Henson et George Lucas sur le tournage de Labyrinthe en 1985.

En 1986, il produit Labyrinthe pour Jim Henson, le créateur du Muppet Show et Howard... une nouvelle race de héros réalisé par Willard Huyck, le scénariste des films American Graffiti et Indiana Jones et le Temple maudit. En 1988, il produit Willow, un film d'aventure fantastique dont il est également scénariste. Il est réalisé par Ron Howard que Lucas avait dirigé en tant qu'acteur sur American Graffiti et met en vedette Warwick Davis, l'interprète de Wicket l'Ewok dans les films Retour du Jedi, L'Aventure des Ewoks et La Bataille d'Endor. La même année, il produit trois autres films, Powaqqatsi, un documentaire de Godfrey Reggio, Tucker, une biographie de l'industriel Preston Tucker par Francis Ford Coppola et Le Petit Dinosaure et la Vallée des merveilles de Don Bluth.
Parallèlement, Lucas produit les attractions Captain Eo avec Michael Jackson en 1986 et Star Tours en 1987 pour les parcs Walt Disney.

### Série sur la jeunesse d'Indiana Jones
En 1989, Lucas retrouve Steven Spielberg à la réalisation pour le troisième volet des aventures d'Indiana Jones : Indiana Jones et la Dernière Croisade. Trois ans plus tard, Lucas lance une série sur la jeunesse du héros : Les Aventures du jeune Indiana Jones sur ABC.
La première saison débute le 4 mars 1992 et est composée de sept épisodes d'une heure, diffusés chaque semaine. Le tournage de la seconde saison débute dès le 13 mai 1992 et se déroule dans plusieurs pays d'Afrique, ainsi qu'en Italie, Angleterre, Israël, Irlande et Tchécoslovaquie. Elle débarque sur ABC le 21 septembre de la même année et se focalise notamment sur les événements de la Première Guerre mondiale durant laquelle Indiana Jones devient soldat puis espion pour le gouvernement belge. La troisième et dernière saison est diffusée à partir du 15 octobre 1994 sous la forme de quatre longs téléfilms. La série a demandé cent soixante-dix semaines de tournages dans vingt-cinq pays et sert de laboratoire à ILM et George Lucas pour expérimenter de nouvelles techniques, en particulier la multiplication numérique des personnages à l'écran.

### Deuxième trilogieStar Wars
Au début des années 1990, Star Wars a un regain de popularité grâce aux séries de bandes dessinées de Dark Horse, aux romans de Timothy Zahn et à la sortie de plus en plus nombreuse de jeux vidéo issus de l'univers. Cela conforte Lucas dans son idée de réaliser des nouveaux films. Il commence ainsi l’écriture de la nouvelle trilogie le premier novembre 1994. Le tournage de La Menace fantôme, le premier film, débute le 26 juin 1997 et prend fin le 29 septembre de la même année. Il a principalement lieu aux studios de Leavesden en Angleterre. Le film sort le 19 mai 1999 et malgré une critique mitigée, il frôle le milliard de dollars de revenu brut et devient le film ayant le plus rapporté pour l’année 1999.
L'Attaque des clones, le second volet de la nouvelle trilogie, est l'occasion pour Lucas de tourner un film entièrement en numérique. Lors du tournage de La Menace fantôme, il n'avait pu le faire que sur une seule scène car la technologie adaptée n'était pas encore au point. Pour le film, Sony développe la technologie vidéo haute définition en créant la caméra HDW-F900. Contrairement aux précédents films Star Wars, L'Attaque des clones n'est pas filmé en Angleterre mais en Australie, aux studios de la Fox à Sydney, du 26 juin au 25 août 2000. Le film est un succès commercial, même s’il n’atteint pas le niveau de La Menace fantôme. Il se hisse cependant à la quatrième place annuelle au niveau mondial.
Le tournage du troisième volet, La Revanche des Sith débute le 30 juin 2003 et prend fin le 17 septembre, toujours à Sydney. Des scènes additionnelles sont également tournées aux studios de Shepperton et aux studios d'Elstree à Londres du 23 août 2004 au 31 janvier 2005. Mais, contrairement aux autres films Star Wars, il n'y a pas eu de tournage en extérieur pour La Revanche des Sith. Lucas le présente, hors compétition, le 15 mai 2005 au Festival de Cannes en présence des interprètes Samuel L. Jackson, Natalie Portman, Hayden Christensen, Ian McDiarmid, Anthony Daniels et du producteur Rick McCallum. Le film reçoit un accueil favorable de la part des critiques de cinéma et est, lui aussi, un succès commercial. Il se hisse à la première place annuelle en Amérique du Nord et à la deuxième place au niveau mondial. La deuxième trilogie, tout comme la première, est ainsi un succès planétaire.

### SérieThe Clone WarsetRed Tails

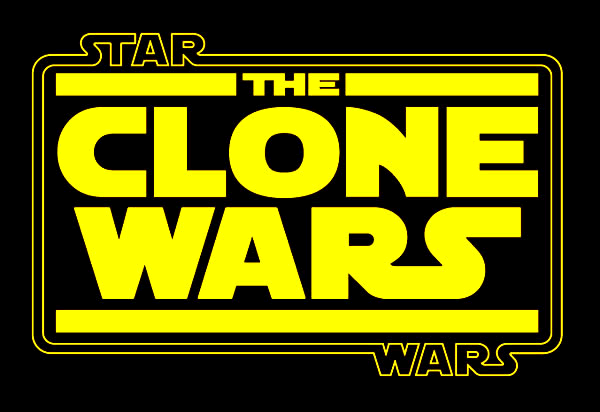
Logo de la série Star Wars: The Clone Wars.

Peu après la sortie du sixième Star Wars, Lucas décide de capitaliser une nouvelle fois sur la franchise en lançant la production d'une série télévisée d'animation nommée Star Wars: The Clone Wars dont il confie la direction à l'animateur Dave Filoni. Lucas prend cependant le risque d'attendre presque la fin de la production de la première saison avant de proposer la série à une chaîne. De plus, il ne trouve pas de preneur dans l'immédiat. Fox Broadcasting Company, la société sœur de la 20th Century Fox qui a distribué les six premiers films Star Wars, décline l'offre laissant la chaîne Cartoon Network se charger de la diffuser. La série est un succès et connait un pilote sorti au cinéma, sept saisons et 133 épisodes.
Le 1er janvier 2007, lors de la parade des Roses de Pasadena, George Lucas annonce qu'un quatrième volet de la série Indiana Jones est en cours de production. Le titre est annoncé en septembre de la même année, il s'agit d’Indiana Jones et le Royaume du crâne de cristal. Le film, une nouvelle fois réalisé par Steven Spielberg, sort dans les salles le 22 mai 2008. Le scénario est de Lucas mais le script est l'œuvre de Jeff Nathanson et David Koepp. Le film est, comme les autres Indiana Jones, un succès au box-office, mais reçoit des critiques mitigées.
Le 16 avril 2009 débute le tournage de L'Escadron Red Tails produit par Lucas et réalisé par Anthony Hemingway. Il s'agit d'un film qui s'inspire de l'histoire d'un groupe de pilotes noirs américains durant la Seconde Guerre mondiale. Depuis 1990, Lucas a en tête ce projet, qui sort finalement sur les écrans de cinéma américains le 20 janvier 2012. Au mois de février de la même année, sort sur les écrans la version 3D de Star Wars, épisode I : La Menace fantôme. Le succès mondial du film Avatar de James Cameron en 2009 a en effet convaincu Lucas de convertir les six Star Wars en 3D,.

### Vente de sa société de production
En mai et juin 2011, l'attraction Star Tours: The Adventures Continue est lancée dans plusieurs parcs Disney. Celle du Disney's Hollywood Studios est présentée par Bob Iger, président-directeur général de The Walt Disney Company et George Lucas. Les deux hommes se connaissent depuis 1991. Bob Iger était alors PDG de la chaîne ABC pour laquelle Lucas a produit Les Aventures du jeune Indiana Jones. Iger profite de cet événement pour proposer à Lucas le rachat de Lucasfilm par Disney. Le créateur de Star Wars rejette l'offre, mais les échecs successifs de Red Tails en janvier 2012 et de La Menace fantôme en 3D en février font changer Lucas d'avis.
En juin 2012, en prévision de son départ à la retraite, George Lucas annonce que la productrice de tous les films Indiana Jones Kathleen Kennedy va codiriger la compagnie à ses côtés. Le mardi 30 octobre 2012, c'est The Walt Disney Company qui annonce l'acquisition de la société de production Lucasfilm pour une somme de 4,05 milliards de dollars en numéraire et en actions. Le même jour, Lucas et Iger annoncent publiquement la sortie au cinéma de Star Wars, épisode VII : Le Réveil de la Force pour 2015, suite qui initiera une troisième trilogie.
George Lucas devait alors devenir consultant pour les prochains films Star Wars car il avait rédigé en secret une trame générale pour une nouvelle trilogie. Mais finalement Disney préfère opter pour une histoire différente et en profite pour l’exclure de la production des films. Après la sortie cinéma de l’épisode VII, Lucas indique être déçu par le film, particulièrement car il reprend énormément la trame du premier Star Wars de 1977,.

## Sources d'inspiration

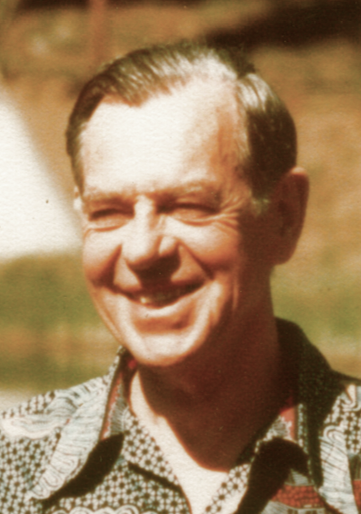
L'anthropologue Joseph Campbell en 1970.

Passionné de mythologie, George Lucas puise énormément dans les récits anciens pour écrire ses histoires. À l'université de Californie du Sud, il se lance même dans des études d'anthropologie pour connaître mieux la mythologie et le fait religieux. Il est fasciné par le fait que des cultures différentes reposent souvent sur la même histoire et sur les mêmes mythologies. Pour écrire ses scénarios, Lucas s'inspire d'ailleurs de la base narratologique du voyage du héros. Pour cela, il s'aide surtout des livres d'anthropologie Le Rameau d'or (1890) de sir James George Frazer et en particulier du Héros aux mille et un visages (1949) de Joseph Campbell.
Lucas est passionné aussi par le cinéma expérimental et par les films de l'Office national du film du Canada. Il s'inspire de 60 Cycles de Jean-Claude Labrecque, de 21-87 d'Arthur Lipsett et des documentaires de Claude Jutra.
Grand admirateur du cinéaste Akira Kurosawa dont il produit même l’un des films, George Lucas s’inspire de plusieurs scènes de son modèle japonais pour ses propres films. Il prend appui notamment sur L'Ange ivre (1948), Les Sept Samouraïs (1954), Le Château de l'araignée (1957), La Forteresse cachée (1958), Dersou Ouzala (1975) et Ran (1985).
Pour créer la saga Star Wars, George Lucas s’inspire des classiques de la science-fiction comme les séries de films Flash Gordon (1936) et Buck Rogers (1939), les films Métropolis (1927), Le Jour où la Terre s’arrêta (1951), 2001, l'Odyssée de l'espace (1968), Blade Runner (1982), le roman Une princesse de Mars (1917) et la bande dessinée Valérian et Laureline (depuis 1967).
Toujours pour l’épopée guerrière Star Wars, le réalisateur prend pour modèle des films de guerre comme Air Force (1943), Les Briseurs de barrages (1955), Tora ! Tora ! Tora ! (1970) mais aussi de la guerre de Sécession, ainsi que des films de propagande du Troisième Reich et de la montée en puissance d’Adolf Hitler dans l’Allemagne de l'entre-deux-guerres. Lucas s’inspire également des westerns. Deux personnages de Star Wars, Han Solo et Boba Fett, sont des archétypes du genre : le premier incarne le hors-la-loi louche mais bon et le second l’impitoyable chasseur de primes,.

## Développement des technologies du cinéma

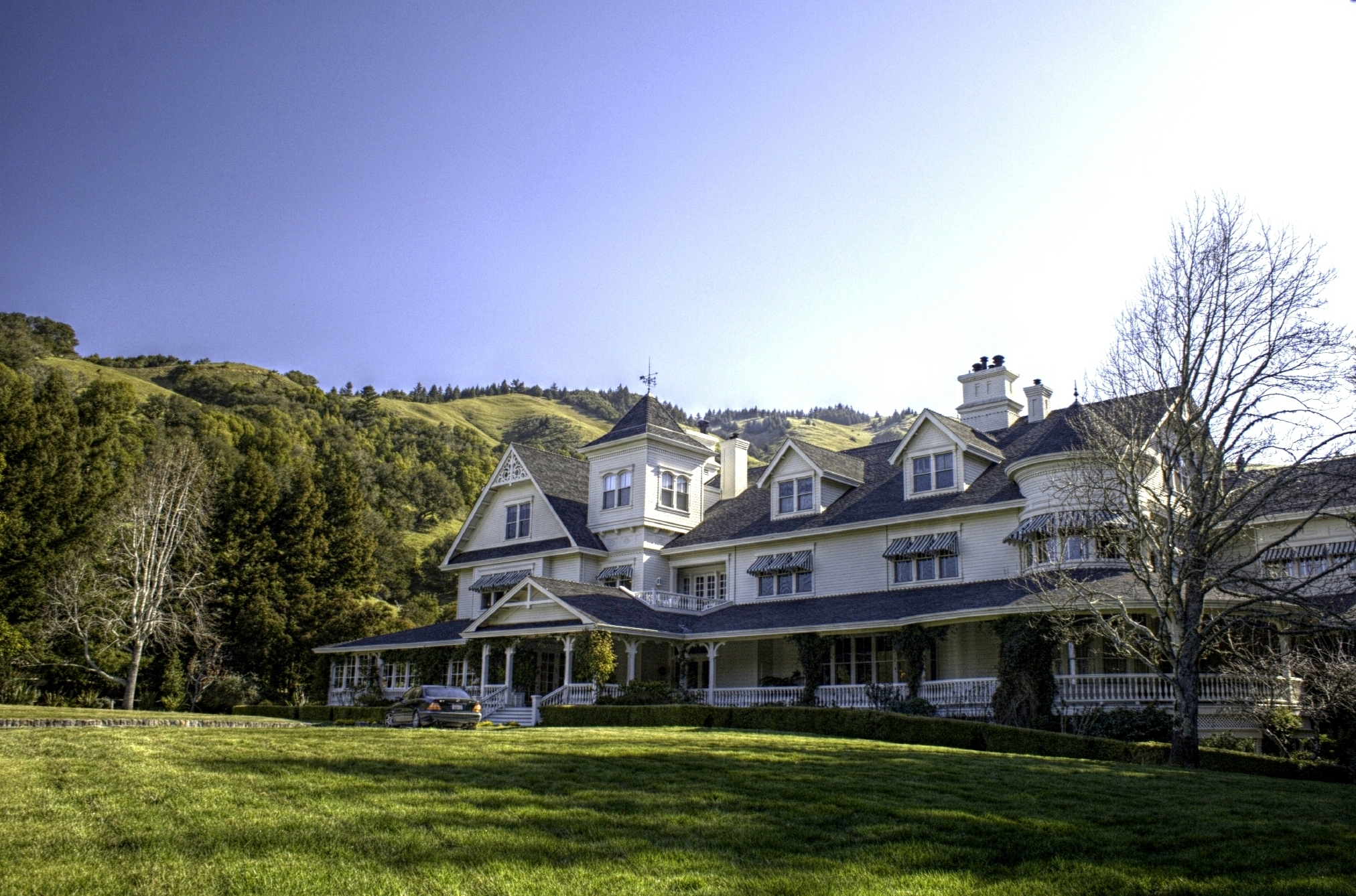
Bâtiment principal du en.

À partir de 1977, après le succès de La Guerre des étoiles, George Lucas investit trois millions de dollars par an dans la recherche et le développement pour faire évoluer la technologie du cinéma. Il crée également la société d'effets spéciaux Industrial Light & Magic, développe le son THX et les jeux vidéo avec Lucasfilm Games. Il engage Edwin Catmull et John Lasseter au sein d'une nouvelle division qu'il nomme Lucasfilm Computer Division (qui deviendra par la suite Pixar). Ils y développent le montage audio et vidéo et imaginent une machine qui permet de scanner les images d'une pellicule et de les numériser dans un ordinateur. Le son THX devient par la suite la norme pour le meilleur son. ILM s'impose dans les effets spéciaux et une autre division de Lucasfilm, Skywalker Sound, s'impose comme une des meilleures unités de postproduction sonore.
Pour abriter toutes ces entités, dès 1978 Lucas construit dans le comté de Marin en Californie, le Skywalker Ranch. Le lieu est doté de parkings souterrains, d'un centre de remise en forme, de salles de montage et de projection, d'un vignoble, d'une auberge et de son propre service d'incendie.

## Activités publiques et engagements
En 1991, il crée la « Fondation George Lucas pour l’éducation ». Père de deux enfants scolarisés, il trouve que l’école n’exploite pas certaines pistes d’apprentissages et décide d’investir pour mettre en avant des approches innovantes pour aider les enfants. La fondation propose le site web Edutopia qui explique les différentes techniques d’apprentissage qu’elle a développées. En 2008, Lucas est d’ailleurs entendu par le sous-comité des télécommunications et de l’internet de la Chambre des représentants des États-Unis en tant que dirigeant de sa fondation. Il plaide en faveur d’un soutien par le pays d’un réseau éducatif accessible à tous par un accès à Internet à haut débit gratuit.
En 2010, Lucas souscrit à la « Promesse de don », une campagne de philanthropie dirigée par Warren Buffett et Bill Gates lancée auprès des personnes les plus fortunées des États-Unis. Il s’engage ainsi à donner une partie de sa richesse à des associations caritatives.
En 2013, il annonce la création d’un « Musée Lucas d’arts culturels » qu'il prévoit de construire près du pont du Golden Gate à San Francisco. L’espace qu’il a choisi se situe dans le parc du Presidio. Malheureusement, il ne parvient pas à s’entendre avec les gestionnaires du parc, notamment sur le visuel du projet. En 2014, Rahm Emanuel, le maire de Chicago, propose à Lucas de construire son musée sur les rives du lac Michigan. Le projet, rebaptisé « Musée Lucas des arts narratifs », est alors validé par la municipalité de Chicago en 2015 mais n'aboutira pas non plus dans cette ville ; il est ensuite annoncé à Los Angeles, dans Exposition Park.  En juillet 2025, Lucas présente le musée à la San Diego Comic-Con et officialise son ouverture pour 2026.

## Relations avec les fans deStar Wars
Pour de nombreux amateurs de la saga, le statut de George Lucas a basculé de celui de Messie à celui de Judas, traitre à la religion qu’il avait lui-même créée. Ce désamour arrive dès 1983 avec Le Retour du Jedi. À cette époque, Lucas ressent l’amour excessif des fans comme un danger pour sa sécurité et celle de sa famille. Il est alors heureux de mettre un point final à la première trilogie. Cependant, il annonce en 1993 le lancement d’une seconde trilogie.
Pour rallumer la flamme des fans et en convertir de nouveaux, il offre une cure de jouvence numérique aux trois premiers films qui ressortent en 1997 en Special Edition. C’est un succès financier mais cela fait hurler certains fidèles pour qui les nouveaux effets numériques défigurent les œuvres originales. Une scène en particulier cristallise ce mécontentement : celle où Han Solo abat le chasseur de primes Greedo. Grâce à un effet numérique, c’est désormais Greedo qui tire le premier. De plus, Lucasfilm ne commercialise par la suite que la version modifiée des films et interdit la projection des copies originales. Des fans contre-attaquent alors et proposent les versions originales sur des sites internet. Les fans rappellent également à Lucas qu'en 1988, il milita avec plusieurs cinéastes devant le congrès des États-Unis contre la colorisation de vieux films (en résulta le National Film Registry) alors que lui se permet quelques années plus tard de retoucher sensiblement la trilogie originelle, même si le cinéaste explique qu'une modification par l'artiste même est légitime, contrairement à celle d'un studio détenant le copyright,.
En 1999, le premier film de la seconde trilogie, La Menace fantôme, déçoit également beaucoup. Selon le journaliste Philippe Guedj, le film est vu par certains comme une « catastrophe pratiquement insurmontable ». Bérets gratos, un épisode de 2002 de la série South Park, un tee-shirt « Han Shot First » (« Han a tiré en premier ») apparu en 2004, la chanson George Lucas Raped Our Childhood (« George Lucas a violé notre enfance ») du groupe Hot Waffles en 2005 et le documentaire The People vs. George Lucas (« Le peuple contre George Lucas ») en 2010 sont les exemples les plus marquants de cette déception.
La vente de sa société à Disney en 2012 est parfois expliquée comme une lassitude de la part de Lucas par rapport aux conflits perpétuels avec les fans de Star Wars, la saga qui l’a rendu richissime mais qui a également phagocyté sa vie et sa carrière.

## Vie privée

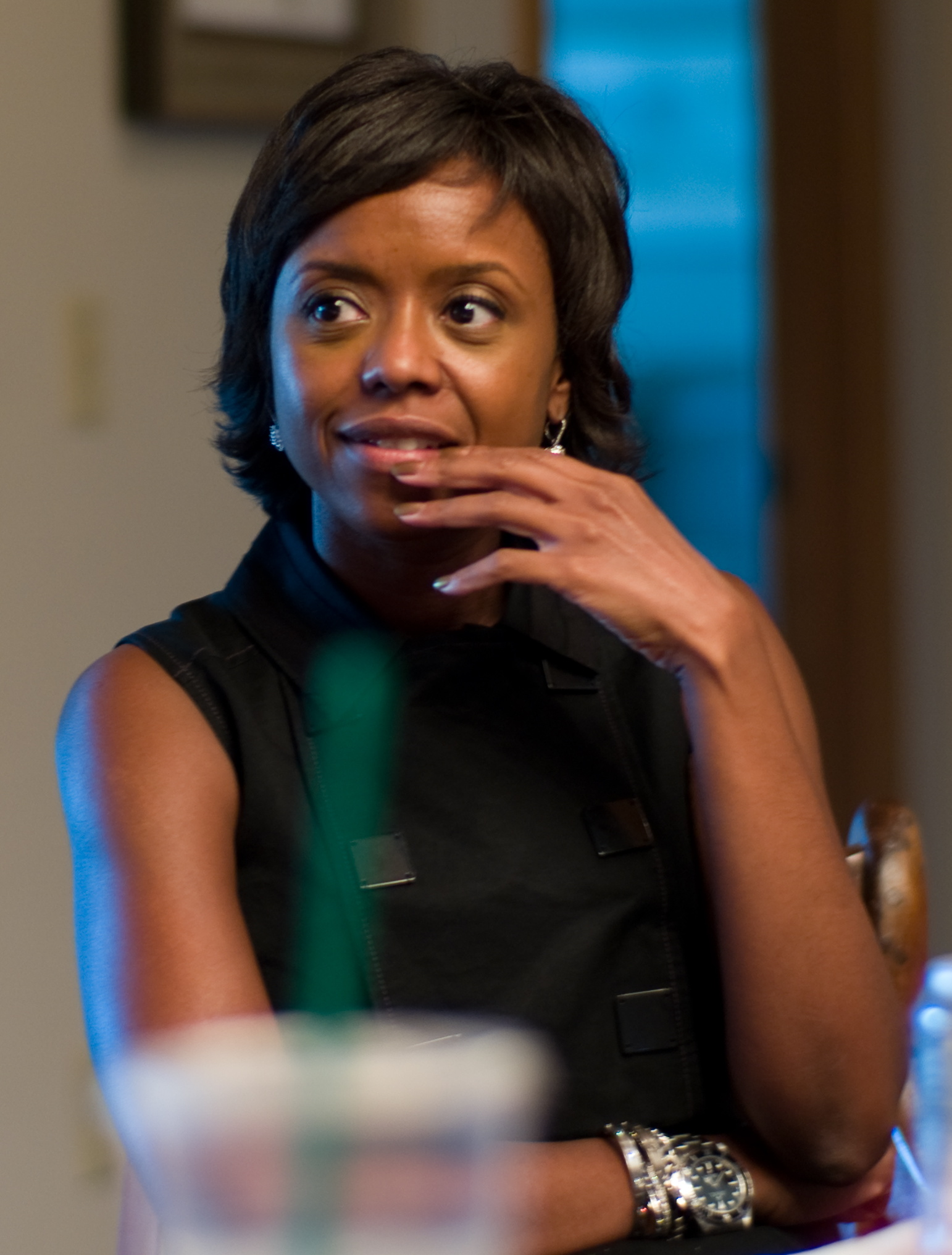
Mellody Hobson, la seconde épouse de George Lucas (photo de 2007).

En 1967, George Lucas, alors étudiant à l'université de Californie du Sud, est engagé par la monteuse Verna Fields pour travailler sur un documentaire sur le voyage du président Lyndon B. Johnson en Extrême-Orient. C'est durant ce travail qu'il rencontre la monteuse Marcia Lou Griffin. Moins de deux ans plus tard, le 22 février 1969, les deux jeunes gens se marient à l'église méthodiste de Pacific Grove dans le comté de Monterey en Californie. Marcia Lucas travaille comme monteuse sur les films de son mari, notamment American Graffiti (1973), La Guerre des étoiles (1977) et Le Retour du Jedi (1983), mais également pour Martin Scorsese sur Alice n'est plus ici (1974), Taxi Driver (1976) et New York, New York (1977). Après avoir vainement tenté de concevoir un enfant, ils adoptent en 1981 la petite Amanda. En 1982, alors que Marcia supervise la décoration intérieure du Skywalker Ranch, elle tombe amoureuse d'un des artisans du chantier. Lucas refuse dans un premier temps la séparation, puis accepte le divorce mais seulement après la sortie du Retour du Jedi en juin 1983.
À partir de décembre 1983 et jusqu'en 1988, George Lucas fréquente la chanteuse de rock Linda Ronstadt,. Il adopte ensuite seul deux autres enfants : Katie en 1988 et Jett en 1993.
En 2006, George Lucas rencontre Mellody Hobson, une femme d'affaires originaire de Chicago. Puis après la vente de sa société Lucasfilm à The Walt Disney Company et trente ans après son premier divorce, Lucas se remarie avec elle le 22 juin 2013. Ensemble, ils ont eu leur premier enfant, Everest Hobson Lucas, le 9 août 2013 par la voie d'une gestation pour autrui.
En 2005, les trois enfants de George Lucas font un caméo dans le film Star Wars, épisode III : La Revanche des Sith. De 2008 à 2012, la fille aînée, Amanda, pratique au niveau professionnel les arts martiaux mixtes.
Selon le magazine Forbes, Lucas pointe à la 309e place des plus grosses fortunes personnelles de la planète en 2015 avec 4,9 milliards de dollars.

## Filmographie
Sauf indication contraire, les informations mentionnées dans cette section peuvent être confirmées par la base de données cinématographiques IMDb,  présente dans la section « Liens externes ».
George Lucas scénarise et produit l’ensemble des films qu’il réalise. Il écrit aussi des histoires ou des scénarios pour d’autres réalisateurs. Par l’intermédiaire de sa société Lucasfilm, il produit également des fictions et des documentaires pour le cinéma et la télévision.

### Réalisateur, producteur et scénariste
- De 1965 à 1968, George Lucas réalise neuf courts métrages à l'école de cinéma : Look at Life, Herbie, Freiheit, 1:42.08, Electronic Labyrinth: THX 1138 4EB, The Emperor, Anyone Lived in a Pretty How Town, 6-18-67 et Filmmaker.
- 1971 : THX 1138
- 1973 : American Graffiti
- 1977 : La Guerre des étoiles (Star Wars, rebaptisé par la suite Star Wars: Episode IV – A New Hope)
- 1999 : Star Wars, épisode I : La Menace fantôme (Star Wars: Episode I – The Phantom Menace)
- 2002 : Star Wars, épisode II : L'Attaque des clones (Star Wars: Episode II – Attack of the Clones)
- 2005 : Star Wars, épisode III : La Revanche des Sith (Star Wars: Episode III – Revenge of the Sith)

### Producteur et scénariste

#### Cinéma
- 1980 : L'Empire contre-attaque (The Empire Strikes Back, rebaptisé par la suite Star Wars: Episode V – The Empire Strikes Back) d'Irvin Kershner
- 1981 : Les Aventuriers de l'arche perdue (Raiders of the Lost Ark, rebaptisé par la suite Indiana Jones and the Raiders of the Lost Ark) de Steven Spielberg
- 1983 : Le Retour du Jedi (Return of the Jedi, rebaptisé par la suite Star Wars: Episode VI – Return of the Jedi) de Richard Marquand
- 1984 : Indiana Jones et le Temple maudit (Indiana Jones and the Temple of Doom) de Steven Spielberg
- 1986 : Captain Eo de Francis Ford Coppola (court métrage)
- 1988 : Willow de Ron Howard
- 1989 : Indiana Jones et la Dernière Croisade (Indiana Jones and the Last Crusade) de Steven Spielberg
- 1994 : Radioland Murders de Mel Smith
- 2008 : Indiana Jones et le Royaume du crâne de cristal (Indiana Jones and the Kingdom of the Crystal Skull) de Steven Spielberg
- 2015 : Strange Magic de Gary Rydstrom

#### Télévision
- 1984 : L'Aventure des Ewoks (Caravan of Courage: An Ewok Adventure) de John Korty (téléfilm)
- 1985 : La Bataille d'Endor (Ewoks: The Battle for Endor) de Jim et Ken Wheat (téléfilm)
- 1992-1996 : Les Aventures du jeune Indiana Jones (The Young Indiana Jones Chronicles) (série télévisée)

### Producteur uniquement

#### Cinéma
- 1979 : American Graffiti, la suite (More American Graffiti) de Bill L. Norton
- 1980 : Kagemusha, l'Ombre du guerrier (影武者, Kagemusha?) d'Akira Kurosawa
- 1981 : La Fièvre au corps (Body Heat) de Lawrence Kasdan
- 1983 : Twice Upon a Time de John Korty
- 1985 : Latino de Haskell Wexler
- 1985 : Mishima (Mishima: A Life in Four Chapters) de Paul Schrader
- 1986 : Labyrinthe (Labyrinth) de Jim Henson
- 1986 : Howard... une nouvelle race de héros (Howard the Duck) de Willard Huyck
- 1988 : Powaqqatsi de Godfrey Reggio
- 1988 : Tucker (Tucker: The Man and His Dream) de Francis Ford Coppola
- 1988 : Le Petit Dinosaure et la Vallée des merveilles (The Land Before Time) de Don Bluth
- 2008 : Star Wars: The Clone Wars de Dave Filoni
- 2012 : L'Escadron Red Tails d'Anthony Hemingway
- 2023 : Indiana Jones et le Cadran de la destinée (Indiana Jones and the Dial of Destiny) de James Mangold

#### Télévision
- 1985-1986 : Droïdes : Les Aventures de R2-D2 et C-3PO (Droids: The Adventures of R2-D2 and C-3PO) (série télévisée)
- 1985-1986 : Ewoks (Star Wars: Ewoks) (série télévisée)
- 2003-2005 : Star Wars: Clone Wars (série télévisée)
- 2008-2014 : Star Wars: The Clone Wars (série télévisée)

### Caméos
George Lucas a également fait des caméos dans deux films et une série télévisée :
- 1994 : Le Flic de Beverly Hills 3 (Beverly Hills Cop III) : un client du parc d’attraction[145]
- 2005 : Newport Beach (The O.C.) (saison 2, épisode 23, Le Bal aquatique) : lui-même
- 2005 : Star Wars, épisode III : La Revanche des Sith : le baron Papanoida[142]

## Distinctions
Dans les années 1970, American Graffiti et Star Wars, épisode IV : Un nouvel espoir, les deuxième et troisième films de Lucas lui permettent d'acquérir ses premières récompenses et nominations. En particulier, il est nommé quatre fois aux Oscars. Durant les années 2000 et 2010, Lucas reçoit aussi de nombreux prix hommage pour l'ensemble de sa carrière, notamment pour ses films Star Wars et pour les avancées technologiques qu'il a suscitées dans l'industrie cinématographique. Son nom est inscrit au temple de la renommée du musée de la Science-Fiction de Seattle en 2006, puis à celui du musée de la Californie en 2009. En juillet 2013, il reçoit du président Barack Obama la médaille nationale des arts pour sa contribution au cinéma américain. En août 2015, c'est la société Disney qui lui remet le trophée Disney Legends récompensant les personnes ayant contribué de manière émérite à l'entreprise. En 2024, il reçoit une Palme d'or d'honneur pour l'ensemble de sa carrière au Festival de Cannes.
Note : sauf mention contraire, les informations ci-dessous sont issues de la page Awards de George Lucas sur l'Internet Movie Database. Ici sont listés les principaux prix.

### Récompenses
- 1974 : Prix de la Société nationale des critiques de cinéma du meilleur scénario pour American Graffiti
- 1974 : Prix du Cercle des critiques de cinéma de New York du meilleur scénario pour American Graffiti
- 1977 : Prix Inkpot, catégorie réalisateur
- 1978 : Saturn Awards pour Star Wars, épisode IV : Un nouvel espoir
  - de la meilleure réalisation
  - du meilleur scénario
- 1978 : Prix ShoWest du meilleur réalisateur pour Star Wars, épisode IV : Un nouvel espoir
- 1979 : Prix Kinema Junpō du meilleur réalisateur étranger pour Star Wars, épisode IV : Un nouvel espoir
- 1981 : David di Donatello du meilleur producteur pour Kagemusha, l'Ombre du guerrier
- 1992 : Prix Irving G. Thalberg pour l'ensemble de sa carrière, décerné par l'Académie des arts et des sciences du cinéma
- 2000 : Prix Jackie-Coogan, décerné par l'Association des jeunes artistes
- 2002 : Prix hommage de la BAFTA Los Angeles
- 2002 : Prix hommage du Conseil national d'examen du cinéma
- 2003 : Prix de l'avant-garde, décerné par la Guilde des producteurs d'Amérique
- 2003 : Razzie du pire scénario pour Star Wars, épisode II : L'Attaque des clones
- 2003 : Prix Nicolas-Tesla des Satellite Awards
- 2004 : Prix pour l'ensemble de sa carrière, décerné par la Société des Effets spéciaux
- 2005 : Prix pour l'ensemble de sa carrière, décerné par l'Institut du film américain
- 2005 : Prix Société des monteurs son de films du meilleur réalisateur
- 2005 : Prix hommage de l'Association nationale des propriétaires de salles de spectacle
- 2005 : Trophée du Festival de Cannes pour l'ensemble de sa carrière[152]
- 2009 : Prix hommage de la Société des directeurs artistiques
- 2009 : Prix hommage de la Société des monteurs son de films
- 2011 : Prix hommage de l'Association afro-américaine des critiques de film
- 2013 : Prix hommage de l'Association afro-américaine des critiques de film
- 2013 : Daytime Emmy Award du meilleur programme d'animation pour Star Wars: The Clone Wars
- 2014 : Daytime Emmy Award du meilleur programme d'animation pour Star Wars: The Clone Wars
- 2015 : Prix du Centre Kennedy[153]
- 2024 : Palme d’or d’honneur du Festival de Cannes[154]

### Nominations
- 1974 : Oscar pour American Graffiti
  - du meilleur réalisateur
  - du meilleur scénario original
- 1974 : Golden Globe du meilleur réalisateur pour American Graffiti
- 1974 : Prix de la Guilde des scénaristes d'Amérique du meilleur scénario original pour American Graffiti
- 1975 : Ruban d'argent du meilleur réalisateur pour American Graffiti
- 1978 : Prix de la Guilde des réalisateurs d'Amérique du meilleur réalisateur pour American Graffiti
- 1978 : Oscar pour Star Wars, épisode IV : Un nouvel espoir
  - du meilleur réalisateur
  - du meilleur scénario original
- 1978 : Prix de la Guilde des scénaristes d'Amérique du meilleur scénario original pour Star Wars, épisode IV : Un nouvel espoir
- 1978 : Golden Globe du meilleur réalisateur pour Star Wars, épisode IV : Un nouvel espoir
- 1978 : Prix de la Guilde des réalisateurs d'Amérique du meilleur réalisateur pour Star Wars, épisode IV : Un nouvel espoir
- 1982 : Prix de la Guilde des scénaristes d'Amérique du meilleur scénario original pour Indiana Jones et les Aventuriers de l'Arche perdue
- 1984 : Saturn Awards du meilleur scénario pour Star Wars, épisode VI : Le Retour du Jedi
- 1985 : Primetime Emmy Awards du meilleur programme pour enfants pour L'Aventure des Ewoks
- 1986 : Primetime Emmy Awards du meilleur programme pour enfants pour La Bataille d'Endor
- 2000 : Prix Csapnivaló du meilleur scénario pour Star Wars, épisode I : La Menace fantôme
- 2000 : Saturn Awards de la meilleure réalisation pour Star Wars, épisode I : La Menace fantôme
- 2003 : Saturn Awards de la meilleure réalisation pour Star Wars, épisode II : L'Attaque des clones
- 2003 : Prix SFX Award du meilleur réalisateur de film de science-fiction pour Star Wars, épisode II : L'Attaque des clones
- 2006 : Saturn Awards pour Star Wars, épisode III : La Revanche des Sith
  - de la meilleure réalisation
  - du meilleur scénario
- 2015 : Daytime Emmy Award du meilleur programme d'animation pour Star Wars: The Clone Wars

## Box-office
En tant que scénariste et réalisateur, George Lucas a obtenu d'énormes succès au box-office, surtout grâce aux séries Star Wars et Indiana Jones. Il connait également quelques échecs comme THX 1138 en 1971, Radioland Murders en 1994 et Strange Magic en 2015,.
| Film                                                   | Budget        | États-Unis    | France            | Monde           |
| ------------------------------------------------------ | ------------- | ------------- | ----------------- | --------------- |
| THX 1138 (1971)                                        | 777 777 $     | 2 437 000 $   | 88 446 entrées    | NC              |
| American Graffiti (1973)                               | 750 000 $     | 115 000 000 $ | 1 249 000 entrées | NC              |
| Star Wars, épisode IV : Un nouvel espoir (1977)        | 11 000 000 $  | 460 998 000 $ | 6 450 000 entrées | 775 398 007 $   |
| Star Wars, épisode V : L'Empire contre-attaque (1980)  | 18 000 000 $  | 290 272 000 $ | 4 052 000 entrées | 595 387 000 $   |
| Les Aventuriers de l'arche perdue (1981)               | 23 000 000 $  | 245 500 000 $ | 6 397 000 entrées | 387 266 000 $   |
| Star Wars, épisode VI : Le Retour du Jedi (1983)       | 32 500 000 $  | 309 306 000 $ | 4 244 000 entrées | 518 897 000 $   |
| Indiana Jones et le Temple maudit (1984)               | 28 000 000 $  | 179 870 000 $ | 5 683 000 entrées | 333 107 000 $   |
| Willow (1988)                                          | 35 000 000 $  | 57 270 000 $  | 2 177 000 entrées | NC              |
| Indiana Jones et la Dernière Croisade (1989)           | 48 000 000 $  | 197 172 000 $ | 6 249 000 entrées | 474 172 000 $   |
| Radioland Murders (1994)                               | NC            | 1 317 000 $   | Inédit en salle   | NC              |
| Star Wars, épisode I : La Menace fantôme (1999)        | 115 000 000 $ | 474 522 000 $ | 7 925 000 entrées | 1 027 037 000 $ |
| Star Wars, épisode II : L'Attaque des clones (2002)    | 120 000 000 $ | 310 677 000 $ | 5 714 000 entrées | 649 399 000 $   |
| Star Wars, épisode III : La Revanche des Sith (2005)   | 113 000 000 $ | 380 263 000 $ | 7 248 000 entrées | 849 990 000 $   |
| Indiana Jones et le Royaume du crâne de cristal (2008) | 185 000 000 $ | 317 011 000 $ | 4 200 000 entrées | 786 546 000 $   |
| Strange Magic (2015)                                   | NC            | 12 430 000 $  | Inédit en salle   | NC              |

- Sources : JPBox-Office.com[157] et BoxOfficeMojo.com[155].
- Légendes : Budget (entre 1 et 10 M$, entre 10 et 100 M$ et plus de 100 M$), États-Unis (entre 1 et 50 M$, entre 50 et 100 M$ et plus de 100 M$), France (entre 100 000 et 1 M d'entrées, entre 1 et 2 M d'entrées et plus de 2 M d'entrées) et Monde (entre 1 et 100 M$, entre 100 et 200 M$ et plus de 200 M$).